# Trancozelos
Trancozelos é uma povoação portuguesa sede da Freguesia de Trancozelos do Município de Penalva do Castelo, freguesia com 5,16 km2 de área e 247 habitantes (censo de 2021), tendo, por isso, uma densidade populacional de 47,9 hab./km².
Esta localidade chegou a chamar-se Vila Nova do Santo Sepulcro pois aqui que terá sido fundado o primeiro Mosteiro do Santo Sepulcro, da Ordem do Santo Sepulcro de Jerusalém, na Península Ibérica e que ainda resiste uma capela românica que é dedicada a Santa Maria de Águas Santas de Vila Nova do Mosteiro.

## Demografia
A população registada nos censos foi:
| Distribuição da População por Grupos Etários | Distribuição da População por Grupos Etários | Distribuição da População por Grupos Etários | Distribuição da População por Grupos Etários | Distribuição da População por Grupos Etários |
| -------------------------------------------- | -------------------------------------------- | -------------------------------------------- | -------------------------------------------- | -------------------------------------------- |
| Ano                                          | 0–14 Anos                                    | 15–24 Anos                                   | 25–64 Anos                                   | ≥ 65 Anos                                    |
| 2001                                         | 56                                           | 52                                           | 152                                          | 72                                           |
| 2011                                         | 34                                           | 25                                           | 139                                          | 71                                           |
| 2021                                         | 28                                           | 24                                           | 117                                          | 78                                           |

## Património
- Igreja Paroquial de Trancozelos – Templo católico dedicado ao Santíssimo Salvador, com origem no século XVIII. Destaca-se pela sua arquitetura tradicional e importância na vida religiosa local.[6][7][8]

- Capela de São Matias (Trancozelinhos) – Pequena capela situada entre Trancozelos e Trancozelinhos, com altar de talha dourada. Realiza-se uma romaria anual no segundo domingo de maio.[9][10][11]

- Capela de São Silvestre (Lisei) – Ermida situada em Lisei, dedicada a São Silvestre, padroeiro da localidade. É palco de festas religiosas no final de dezembro.[12][13][14]

- Mosteiro do Santo Sepulcro – Fundado no século XII, foi o primeiro mosteiro da Ordem do Santo Sepulcro em Portugal. Classificado como Monumento Nacional desde 2023.[15][16][17]

- Ponte Medieval de Trancozelos – Ponte em granito sobre o rio Dão, com dois arcos e pavimento angular. Servia a antiga estrada que ligava ao Mosteiro do Santo Sepulcro.[18][19][20]

- Painel de Azulejos de Trancozelos – Painel artístico representativo da identidade local, situado em espaço público da freguesia. Destaca-se pela sua estética tradicional.[21][22][23]

## Lugares
A freguesia de Trancozelos é composta por vários lugares e aldeias, entre os quais se destacam:
- Trancozelos
- Trancozelinhos
- Lizei
- Marinha

Estes lugares representam núcleos populacionais dispersos, com características rurais e laços históricos comuns.